# 장경진
장경진(1983년 8월 31일 ~ )은 대한민국의 전 축구 선수이며 현역시절 포지션은 수비수였다.

## 축구인 경력

### 선수 경력
전남 드래곤즈 산하의 광양제철고등학교를 거쳐 2002년 전남에 입단하였으나 3시즌 간 컵대회를 포함하여 3경기 출전에 그쳤다.
2005년 인천 유나이티드로 이적하였다. 이적 후 첫 시즌 K리그 데뷔전을 치른데 이어 로테이션 멤버로 자주 모습을 드러내며 2005 K리그 총 14경기에 출전하였다. 2007 시즌엔 주전 수비수로 도약하여 리그 22경기에 출전하며 당시 국가대표팀 감독이었던 핌 페르베이크의 눈도장을 받기도 하였으나 대표팀에 선발되진 못하였다. 2007 시즌이 끝날 무렵 군 복무를 위해 광주 상무에 입단하였다.
광주에서 2시즌 간 활약하며 군 복무를 마친 후 J리그 디비전 2의 오이타 트리니타로 임대 이적하였다. 오이타에서 1시즌 간 활약한 후 인천으로 복귀하였으나 주전 경쟁에서 밀려 11경기 출전에 그쳤다.
2012년 1월 6일 광주 FC로 이적하였으나 시즌 종료 후 계약 해지되어 내셔널리그의 울산 현대미포조선 돌고래에 입단하였다.
2014년 홍콩의 킷치에 입단하였다.
2014시즌 종료이후 현역에서 은퇴했다.
(2022~2024)신태인축센터U15 수석코치